# Gliese 86 A
La estrella Gliese 86 A es una enana naranja de tipo espectral K1V, perteneciente al sistema estelar Gliese 86, en la constelación de Erídano, a una distancia de 35,9 años luz. Posee el 79% de la masa del Sol, el 86% de su radio y el 35% de su luminosidad. La estrella posee un planeta gigante gaseoso orbitando muy próximo a ella.

## Gliese 86 Ab
Gliese 86 b (también llamado Gliese 86 Ab para distinguirlo de la enana blanca Gliese 86 B) es un planeta orbitando a la estrella Gliese 86 A. Orbita a una distancia de 0,11 UA, completando una órbita cada 15,77 días.
Las medidas preliminares realizadas con el satélite Hipparcos sugerían que el planeta tenía una inclinación orbital de 164° y una masa de 15 veces la de Júpiter, lo que lo convertiría en una enana marrón. Sin embargo, análisis posteriores sugireron que las medidas tomadas por el Hipparcos no eran lo bastante precisas para determinar medidas de las órbitas de objetos en torno a estrellas, con lo que la inclinación orbital y la masa del planeta permanecen desconocidos.
| Planeta | Masa           | Semieje mayor (UA) | Periodo orbital (días) | Excentricidad   | Inclinación | Radio |
| ------- | -------------- | ------------------ | ---------------------- | --------------- | ----------- | ----- |
| b       | 3,91 ± 0,32 MJ | 0,1130 ± 0,0065    | 15,76491 ± 0,00039     | 0,0416 ± 0,0072 | ?           | ?     |